# 榛子酮
榛子酮是一种脂肪族化合物，分子式C8H14O，存在于榛子中，因而得名，可用于香水，美国食品药品监督管理局（FDA）将其列为公认安全（GRAS）的食品添加剂。